# Dorota Mącik
Dorota Mącik – polska psycholog, dr hab. nauk społecznych, profesor nadzwyczajny na Wydziale Nauk Społecznych Katolickiego Uniwersytetu Lubelskiego Jana Pawła II.

## Życiorys
Uzyskała doktorat (2005) w zakresie nauk humanistycznych i habilitację (2019) w zakresie nauk społecznych w Katolickim Uniwersytecie Lubelskim Jana Pawła II. Obecnie pełni funkcję profesora nadzwyczajnego w Katedrze Psychologii Klinicznej w Instytucie Psychologii KUL.
Ukończyła szkolenie z zakresu terapii poznawczo–behawioralnej i pracuje również jako certyfikowany terapeuta Polskiego Towarzystwa Terapii Poznawczej i Behawioralnej. W skład jej zainteresowań wchodzą m.in. zaburzenia emocji, zaburzenia lękowe, zaburzenia pourazowe, trudności interpersonalne i zaburzenia odżywiania się.

## Wybrane publikacje
- W pułapce schematów? Wczesne nieadaptacyjne schematy Jeffreya Younga a funkcjonowanie psychospołeczne dorosłych (2019)
- Rola postaw rodzicielskich w kształtowaniu wczesnych nieadaptacyjnych schematów. Badania populacji nieklinicznej, w: "Polskie Forum Psychologiczne" (2018)
- Perfekcjonizm i wczesne nieadaptacyjne schematy Younga a przewlekłe zmęczenie w grupie młodych kobiet, w: "Psychoterapia" (2016)[4]